# Alophoixus mystacalis
Alophoixus mystacalis là một loài chim trong họ Pycnonotidae.